# Philipp von Bickenbach
Philipp von Bickenbach († 1375) stammte aus dem fränkischen Adelsgeschlecht der von Bickenbach und bekleidete im Deutschen Orden wichtige Ämter.
Philipp war ein Sohn des Konrad III. von Bickenbach und dessen Frau Jutta. Seine Schwester Adelheid war Äbtissin von Kloster Himmelthal, wo sich auch ein Epitaph des Vaters befindet. Von 1358 bis 1361 war er Landkomtur der Ballei Franken. Das Amt des Deutschmeisters übte er anschließend von 1361 bis 1375 aus.